# SN 386
SN 386は、386年に中国の天文学者が「客星」と表現した、いて座の方角で見られた突発天体現象である。

## 超新星残骸 SNR G11.2-0.3
一般にSN 386は、超新星残骸SNR G11.2-0.3の4分ほどの対称的な円形の殻と関連があると考えられてきたが、現在ではこの説は正しくないと見做されている
。この超新星残骸の前駆天体はII型超新星とみられ、最近の研究ではII型超新星の中でもより細分化された分類であるcIIb型またはIbc型という中心核が崩壊するタイプの超新星であるとされた。
超新星残骸の殻の平均膨張速度は0.0277±0.0180%/年で、真の半径は約3.0パーセクであることからその年齢は1900±500年と推定されている。地球からの距離は約4,900パーセクと推定されているが、最近の電波観測によると、4,400-7,000パーセクの間という結果であった。
SN 386とSNR G11.2-0.3の関連は、赤外線領域では16等級に及ぶと推定されるこの超新星残骸と地球の間の非常に大きな星間吸収によって否定された。この大きな星間吸収は、この超新星爆発が肉眼では見えなかったであろうことを示唆している。

## パルサー PSR J1811-1926
SNR G11.2-0.3の中心には電波の波長域でパルサーPSR J1811-1926またはX線源AX J1811-1926として観測される、高速で自転する中性子星が存在する。この天体は10～15秒の小さなパルサー星雲を作り出している。このパルサーとパルサー星雲がチャンドラによって発見された際、SN 386は中国で観測されたのとほぼ同時期に形成された可能性が示唆されたが、より最近のPSR J1811-1926の回転速度、回転速度の減衰率の観測結果と、電波による観測では、より古い2万年前から2万3000年前に形成されたことが示された。これが真実であれば、このパルサーがSN 386と関連しているという結論は明らかに間違っていることになる。この計算結果と、超新星残骸の膨張率で求められる年齢とを比較した矛盾は、未だ解決されていないようである。
パルサーまでの距離は、2003年に約5000パーセクと推定された。